# Nebo je malo za sve
Nebo je malo za sve je prvi studijski album jugoslavenske hard rock grupe Kerber. Album je izdan 1983., a izdavač je ZKP RTLJ.
Snimljen je u beogradskoj diskografskoj kući "Studio Aquarius", u lipnju 1983. godine.
U 2011. godini, pjesma "Mezimac" je od strane slušatelja Radija 202, proglašena za jednu od 60 najvećih pjesama koje je objavio PGP RTB tijekom šezdeset godina postojanja.

## Popis pjesama
Tekstovi i glazba: Kerber. 
| Nebo je malo za sve | Nebo je malo za sve                | Nebo je malo za sve | Nebo je malo za sve | Nebo je malo za sve | Nebo je malo za sve | Nebo je malo za sve | Nebo je malo za sve | Nebo je malo za sve | Nebo je malo za sve |
| Br.                 | Skladba                            | Tekstopisac         | Trajanje            |                     |                     |                     |                     |                     |                     |
| ------------------- | ---------------------------------- | ------------------- | ------------------- | ------------------- | ------------------- | ------------------- | ------------------- | ------------------- | ------------------- |
| 1.                  | »Mezimac«                          | Kerber              | 3:35                |                     |                     |                     |                     |                     |                     |
| 2.                  | »Heroji od staniola«               | Kerber              | 4:20                |                     |                     |                     |                     |                     |                     |
| 3.                  | »Sutrašnji dan«                    | Kerber              | 5:50                |                     |                     |                     |                     |                     |                     |
| 4.                  | »Samo ti«                          | Kerber              | 3:50                |                     |                     |                     |                     |                     |                     |
| 5.                  | »Bele utvare« (hrv. Bijele utvare) | Kerber              | 4:10                |                     |                     |                     |                     |                     |                     |
| 6.                  | »Nebo je malo za sve«              | Kerber              | 3:50                |                     |                     |                     |                     |                     |                     |
| 7.                  | »Kao tvoj Kerber«                  | Kerber              | 3:15                |                     |                     |                     |                     |                     |                     |
| 8.                  | »Tvoja pesma« (hrv. Tvoja pjesma)  | Kerber              | 4:20                |                     |                     |                     |                     |                     |                     |
| 34:40               |                                    |                     |                     |                     |                     |                     |                     |                     |                     |

## Glazbenici
- Goran Šepa - vokal
- Tomislav Nikolić - gitara
- Branislav Božinović - klavijatura
- Zoran Žikić - bas-gitara
- Zoran Stamenković - bubnjevi

## Vanjske poveznice
- Pjesma "Nebo je malo za sve" na YouTubeu
- Ratne igre na Discogs